# Chức năng thận

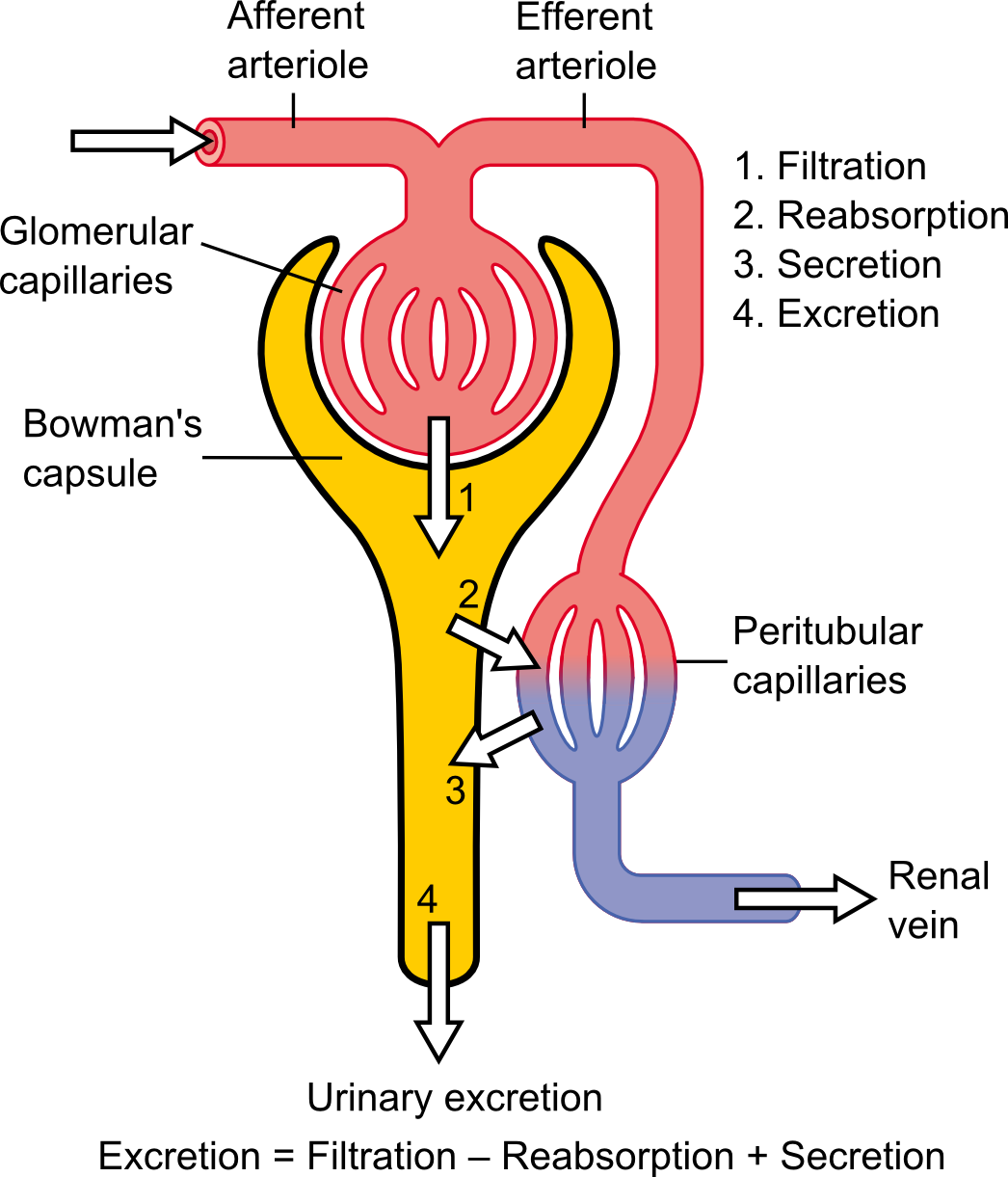
Sơ đồ cho thấy các cơ chế sinh lý cơ bản của thận

Chức năng thận, trong thận học, là một dấu hiệu của tình trạng thận và vai trò của nó trong sinh lý thận. Tốc độ lọc cầu thận (GFR) mô tả tốc độ dòng chảy của chất lỏng được lọc qua thận. Tốc độ thanh thải creatinine (CCr hoặc CrCl) là thể tích huyết tương được loại bỏ creatinine trên mỗi đơn vị thời gian và là một biện pháp hữu ích để xấp xỉ GFR. Độ thanh thải creatinine vượt quá GFR do bài tiết creatinine, có thể bị chặn bởi cimetidine. Theo cách khác, việc đánh giá quá cao bằng các phương pháp creatinine huyết thanh cũ dẫn đến việc đánh giá thấp độ thanh thải creatinin, điều này mang lại ước tính ít sai lệch về GFR. Cả GFR và C Cr có thể được tính toán chính xác bằng các phép đo so sánh các chất trong máu và nước tiểu, hoặc ước tính bằng các công thức chỉ bằng kết quả xét nghiệm máu (eGFR và eCCr).
Kết quả của các xét nghiệm này được sử dụng để đánh giá chức năng bài tiết của thận. Phân giai đoạn của bệnh thận mãn tính dựa trên các loại GFR cũng như albumin niệu và nguyên nhân của bệnh thận.
Liều dùng của các thuốc được bài tiết chủ yếu qua nước tiểu có thể cần phải được điều chỉnh lại dựa trên độ thanh thải GFR hoặc creatinine.

## Chỉ số gián tiếp
Hầu hết các bác sĩ sử dụng nồng độ chất thải trong huyết tương như creatinine và urê (U), cũng như các chất điện giải khác nhau (E) để xác định chức năng thận. Những biện pháp này thường đủ để xác định xem bệnh nhân có bị bệnh thận hay không.
Tuy nhiên, nitơ urê máu (BUN) và creatinine trong huyết tương sẽ không vượt quá phạm vi bình thường cho đến khi mất 60% tổng chức năng thận. Do đó, một tỷ lệ cầu thận lọc chính xác hơn hoặc xấp xỉ của nó sử dụng độ thanh thải creatinin được đo bất cứ khi nào bệnh thận bị nghi ngờ hoặc chọn liều mức cẩn thận của thuốc gây độc thận là bắt buộc.
Nồng độ protein trong nước tiểu tăng cao là dấu hiệu của một số bệnh thận. Dấu hiệu nhạy cảm nhất của protein niệu là tăng albumin trong nước tiểu. Sự hiện diện dai dẳng của hơn 30 mg albumin mỗi gram creatinine trong nước tiểu là chẩn đoán bệnh thận mãn tính (microalbumin niệu là mức 30 mg/L đến 299 mg/L nước tiểu hoặc 30 đến 299 mg/24 h; nồng độ albumin trong nước tiểu không được phát hiện bằng các phương pháp nhúng nước tiểu thông thường).